# Brian Thompson
Brian Earl Thompson (n. 28 august 1959, Ellensburg⁠(d), Washington, SUA) este un actor american. În perioada liceului, a avut un rol minor în filmul Terminatorul din 1984, iar doi ani mai târziu l-a interpretat pe răufăcătorul Night Slasher în filmul Cobra⁠(d). A apărut în serialul de groază Werewolf⁠(d), a interpretat mai multe personaje din franciza Star Trek (cel mai cunoscut fiind locotenentul klingonian Klag), a fost un vânător de recompense extraterestru⁠(d) în Dosarele X și Eddie Fiori în Kindred: The Embraced⁠(d). În 2014, a produs, scris și jucat în parodia The Extendables⁠(d).

## Biografie
Thompson s-a născut în Ellensburg, Washington⁠(d) și a crescut în Longview⁠(d). A studiat managementul afacerilor și a apărut în mai multe producții școlare la Universitatea Central Washington⁠(d). A obținut apoi un master în arte frumoase⁠(d) în cadrul Universității din California, Irvine⁠(d). A urmat o carieră în teatrul muzical, având roluri în piese de teatru precum „The King and I” la Riverside Civil Light Opera și „Bittersweet” la Long Beach Civic Light Opera. În 1982, era actor rezident la Festivalul Shakespeare din Colorado.
Datorită constituției sale atletice și structurii faciale unice a obținut primele roluri din carieră. A declarat că acestea erau uneori o sabie cu două tăișuri în timpul castingului, însă i-au adus numeroase roluri. Conform actorului, „dacă ai un fizic imens, vei fi angajat pentru filme de acțiune. [...] Nu voi jucat niciodată un tocilar timid”.

## Cariera
Thompson a obținut un rol minor în filmul Terminatorul, deși nu-și încheiase încă studiile liceale. Acesta și Bill Paxton au interpretat doi bătăuși punk.
A avut roluri de televiziune în serialele Moonlighting, Otherworld⁠(d), Street Hawk⁠(d) și Knight Rider⁠(d), iar în 1986 a obținut un rol în filmul Cobra alături de Sylvester Stallone. Deși filmul a primit recenzii negative, a fost unul de succes. The New York Times a caracterizat personajul lui Thomson drept „o încrucișare între un răufăcător din seria James Bond, precum Jaws, și un psihopat furios”.
În 1993, Thompson a obținut un rol în serialul Key West⁠(d). Acesta a interpretat un „șerif new-age” pe parcursul celor 13 episoade și a declarat mai târziu că este rolul preferat al carierei sale. Personajul era introdus cu următoarea replică: „Sunt șeriful Cody Jeremiah Jefferson. Sunt un urmaș direct al lui Wyatt Earp și Lone Ranger. Eroii mei sunt Ted Nugent, Buddha și Davy Crockett. Sunt ultimul om adevărat al legii și primul ofițer al păcii al secolului al XXI-lea.”
În anul următor, Thompson a apărut în serialul Dosarele X. Au urmat alte roluri în proiecte științifico-fantastice precum Seven Days⁠(d), Buffy the Vampire Slayer și Charmed. A avut un rol în Inimă de dragon alături de actorii David Thewlis, Dennis Quaid și Sean Connery; filmul a avut un succes moderat.
A revenit pe marele ecran în rolul antagonistului Shao Kahn⁠(d) în filmul Mortal Kombat: Annihilation⁠(d). Ziarul New York Times l-a numit un „compendiu colosal de arte marțiale care sfidează logica, efecte speciale zgomotoase și hiperactive...” În 2014, Thompson a produs, scris și jucat în The Extendables, o parodie a unor filme de acțiune precum Eroi de sacrificiu; a menționat că acesta conține întâmplări reale din propria sa carieră. A fost lansat prin intermediul iTunes. În 2017, Thompson a apărut în filmul thriller Trafficked⁠(d), iar doi ani mai târziu în filmul de groază Hoax⁠(d). În 2022, a apărut în filmul thriller istoric The Tragedy of Macbeth⁠(d) împreună cu Denzel Washington.

### Star Trek
În 1989, Thompson a obținut primul său rol din franciza Star Trek în Star Trek: Generația următoare. Cu toate că producătorii i-au refuzat rolul, deoarece trebuia să poarte costumul lui Christopher Lloyd din filmul Star Trek III: În căutarea lui Spock și Thompson era mult prea mare, acesta le-a cerut să-i dea o șansă: „Acesta a fost primul dintre cele cinci castinguri pe care le-am avut pentru Star Trek și m-au angajat de fiecare dată”. A intepretat un klingonian în episodul „A Matter of Honor”. În 1993 și 1996, a apărut în episoadele din Star Trek: Deep Space Nine ca roluri diferite. În 1994, a apărut în lungmetrajul Star Trek: Generații.
În 2005, Thompson a fost ales să-l interpreteze pe amiralul Valdore în trei episoade din Star Trek: Enterprise. Thompson se implică în realizarea comentariile audio pentru DVD-urile serialelor și participă la convențiile Star Trek.

## Viața personală
Thompson este un pasionat de standup paddlesurfing⁠(d), windsurfing și kitesurfing și practică hapkido. Are doi copii, Daphne și Jordan.

## Filmografie parțială

### Filme
| An   | Titlu                                          | Rol                        | Note                     |
| ---- | ---------------------------------------------- | -------------------------- | ------------------------ |
| 1984 | The Terminator                                 | Street Punk                |                          |
| 1986 | Cobra                                          | 'The Night Slasher'        |                          |
| 1986 | Three Amigos                                   | German Thug                |                          |
| 1988 | Fright Night Part 2                            | Bozworth                   |                          |
| 1988 | Alien Nation                                   | Trent Porter               |                          |
| 1988 | Miracle Mile                                   | Helicopter Pilot           |                          |
| 1989 | Three Fugitives                                | Second Thug                |                          |
| 1990 | Lionheart                                      | Russell / Roc              |                          |
| 1990 | Nightwish                                      | Dean                       |                          |
| 1990 | Moon 44                                        | Jake O'Neal                |                          |
| 1990 | After the Shock                                | Tom                        | Film de televiziune      |
| 1990 | Hired to Kill                                  | Frank Ryan                 |                          |
| 1991 | Life Stinks                                    | Mean Victor                |                          |
| 1992 | Doctor Mordrid                                 | Kabal                      |                          |
| 1992 | Rage and Honor                                 | Conrad Drago               |                          |
| 1993 | The Naked Truth                                | Bruno                      |                          |
| 1994 | Star Trek Generations                          | Klingon Helmsman           |                          |
| 1996 | Dragonheart                                    | Brok                       |                          |
| 1997 | Mortal Kombat: Annihilation                    | Shao Kahn                  |                          |
| 1997 | Perfect Target                                 | Major Oxnard               |                          |
| 2000 | Jason and the Argonauts                        | Hercules                   | Miniserie de televiziune |
| 2001 | Joe Dirt                                       | Bob 'Buffalo Bob'          |                          |
| 2001 | Epoch                                          | Captain Tower              |                          |
| 2001 | The Order                                      | Cyrus Jacob                |                          |
| 2007 | Fist of the Warrior                            | Max                        |                          |
| 2007 | Flight of the Living Dead: Outbreak on a Plane | Kevin                      |                          |
| 2009 | Dragonquest                                    | Kirill                     |                          |
| 2011 | The Arcadian                                   | Agmundr                    |                          |
| 2014 | The Extendables                                | Vardell 'V.D.' Duseldorfer |                          |
| 2016 | Beyond the Game                                |                            |                          |
| 2017 | Sunflower                                      | Captain Cody               |                          |
| 2017 | Dark Games                                     | Detective Joe Grimes       |                          |
| 2017 | Trafficked                                     | Max                        |                          |
| 2019 | Hoax                                           | John Singer                |                          |
| 2019 | I Am That Man                                  | Halpin                     |                          |
| 2020 | Big Muddy                                      | Wyatt Cooper               |                          |
| 2021 | The Tragedy of Macbeth                         | Young Murderer             |                          |

### Televiziune
| An        | Titlu                            | Rol                                      | Note                                                  |
| --------- | -------------------------------- | ---------------------------------------- | ----------------------------------------------------- |
| 1984      | Hardcastle and McCormick         | Police Officer                           | Episodul: "Ties My Father Sold Me"                    |
| 1988      | Favorite Son                     | Rolf Petersen                            | 3 episoade                                            |
| 1988      | Werewolf                         | Nicholas Remy                            | 6 episoade                                            |
| 1989      | Star Trek: The Next Generation   | Klingon Officer Klag                     | Episodul: "A Matter of Honor"                         |
| 1990      | Alien Nation                     | Peter Rabbit                             | Episodul: "Rebirth"                                   |
| 1993      | Key West                         | Sheriff Cody Jeremiah Jefferson          | 13 episoade                                           |
| 1993      | Star Trek: Deep Space Nine       | Inglatu                                  | Episodul: "Rules of Acquisition"                      |
| 1995-2000 | The X-Files                      | Alien Bounty Hunter                      | 9 episoade                                            |
| 1995      | Hercules: The Legendary Journeys | Goth The Barbarian                       | Episodul: "Siege at Naxos"                            |
| 1996      | Star Trek: Deep Space Nine       | Toman'torax                              | Episodul: "To the Death"                              |
| 1996      | Kindred: The Embraced            | Eddie Fiori                              | 6 episoade                                            |
| 1997      | Buffy the Vampire Slayer         | Luke                                     | Episoadele: "Welcome to the Hellmouth", "The Harvest" |
| 1998      | NYPD Blue                        | Todd                                     | Episodul: "Czech Bouncer"                             |
| 1998      | Buffy the Vampire Slayer         | The Judge                                | Episoadele: "Surprise", "Innocence"                   |
| 2000      | Charmed                          | Horseman of War                          | Episodul: "Apocalypse, Not"                           |
| 2002      | Birds of Prey                    | The Crawler                              | Episodul: "Split"                                     |
| 2003      | Charmed                          | Titan Cronos                             | Episodul: "Oh My Goddess (Part 1 & 2)"                |
| 2004      | NCIS                             | Master Chief Vince Nutter                | Episodul: "The Truth is Out There"                    |
| 2005      | Star Trek: Enterprise            | Romulan Admiral Valdore                  | 3 episoade                                            |
| 2009      | Chuck                            | Cliff Arculin / Cliff Siljak             | Episodul: "Chuck Versus the Suburbs"                  |
| 2012      | Californication                  | Mr. Scary                                | Episodul: "At the Movies" (regizat de Helen Hunt)     |
| 2012      | Spirit of a Denture              | Captain Jasper Crow                      | Cu Kevin Spacey                                       |
| 2014      | Hawaii Five-0                    | Internal Affairs Detective Nicholas Cruz | Episodul: "Hana Lokomaika'i"                          |
| 2017      | The Orville                      | Drogen                                   | Episodul: "Into the Fold"                             |
| 2018-19   | 9-1-1                            | Captain Vincent Gerrard                  | 2 episoade                                            |
| 2021      | NCIS: Los Angeles                | CIA Officer Steven Erdnase               | Episodul: "Through the Looking Glass"                 |